# Jogos Paralímpicos de Verão de 2000
136 países participaram da XI Paraolimpíada, em Sydney.

## Rota da Tocha Paraolímpica
O principal objetivo era o desenvolvimento uma rota e um evento que ajudasse manter um vincúlo entre os  Jogos Olímpicos e Jogos Paralímpicos. A rota visitou a capital de cada estado da Austrália e tal como a tocha olímpica foi igualmente foi centrada na região metropolitana de Sydney,dando prioridade ás comunidades que não receberam o revezamento da Tocha Olímpica,e como esta era a área de principal para vendas de ingressos. A tocha foi acesa por um ritual aborígene nos jardins da Casa do Parlamento, em Canberra em 5 de Outubro.

## Quadro de medalhas
| Ordem | País               | Medalha de ouro | Medalha de prata | Medalha de bronze |     |
| ----- | ------------------ | --------------- | ---------------- | ----------------- | --- |
| 1     | AUS Austrália      | 63              | 39               | 47                | 149 |
| 2     | GBR Grã-Bretanha   | 41              | 43               | 47                | 131 |
| 3     | ESP Espanha        | 39              | 30               | 38                | 107 |
| 4     | CAN Canadá         | 38              | 33               | 25                | 96  |
| 5     | USA Estados Unidos | 36              | 39               | 34                | 109 |
| 6     | CHN China          | 34              | 22               | 17                | 73  |
| 7     | FRA França         | 30              | 28               | 28                | 86  |
| 8     | POL Polônia        | 19              | 22               | 12                | 53  |
| 9     | KOR Coreia do Sul  | 18              | 7                | 7                 | 32  |
| 10    | GER Alemanha       | 15              | 42               | 38                | 95  |
| 11    | CZE Chéquia        | 15              | 15               | 13                | 43  |
| 12    | JPN Japão          | 13              | 17               | 11                | 41  |
| 13    | RSA África do Sul  | 13              | 12               | 13                | 38  |
| 14    | RUS Rússia         | 12              | 11               | 12                | 35  |
| 15    | NED Países Baixos  | 12              | 9                | 9                 | 30  |
| 16    | IRN Irã            | 12              | 4                | 7                 | 23  |
| 17    | MEX México         | 10              | 12               | 12                | 34  |
| 18    | ITA Itália         | 9               | 8                | 10                | 27  |
| 19    | DEN Dinamarca      | 8               | 8                | 14                | 30  |
| 20    | SUI Suíça          | 8               | 4                | 8                 | 20  |
| 21    | HKG Hong Kong      | 8               | 3                | 7                 | 18  |
| 22    | NGR Nigéria        | 7               | 1                | 5                 | 13  |
| 23    | EGY Egito          | 6               | 11               | 11                | 28  |
| 24    | BRA Brasil         | 6               | 10               | 6                 | 22  |
| 25    | NZL Nova Zelândia  | 6               | 8                | 4                 | 18  |
| 26    | POR Portugal       | 6               | 5                | 4                 | 15  |